# Méta Matics

Les Méta Matics commencées en 1954 sous le nom de Méta mécaniques sont des œuvres d'art animées conçues par Jean Tinguely à partir de 1954 et mises au point sous le nom de Méta Matics à partir de 1959. La plus grande partie  d'entre elles est exposée au Musée Tinguely de Bâle, Suisse.

## Les Méta mécaniques
Ce sont des tableaux en relief que l'artiste a commencé à produire à Paris. Les éléments mobiles sont reliés à un moteur électrique qui permet le mouvement, en particulier des roues qui tournent comme dans : 
Élément détaché, relief méta-mécanique, 1954, cadre en tube d'acier, fil d'acier, 12 éléments en carton peints en blanc, moteur électrique 110 volts. La machine est conservée au musée Tinguely de Bâle.

## Les Méta Matics
Ce sont des sculptures animées qui se révèlent appareils à dessiner et à créer une œuvre d'art. Il suffit de placer une feuille de papier, d'appuyer sur un bouton pour mettre en marche le mécanisme et de laisser le bras dessinateur travailler pour obtenir une sorte de  dessin tachiste. Certaines Méta Matics comme la numéro 14 sont portatives. Elle a été réalisée en 1959. Elle est composée de métal et bois, fils métalliques, courroies en caoutchouc, peintes en noir, 38 × 69 × 41 cm.  L'appareil est conservé au Musée Tinguely de Bâle tout comme de nombreux autres Méta-Matics  tel le numéro 6, trépied en fer, roues en bois, feuille métallique façonnée, courroies en caoutchouc, tiges métalliques, le tout peint en noir, moteur électrique
50 × 70 × 30 cm
Méta-matic n° 1, 1959,  est une machine composée de métal, papier, crayon feutre, moteur, 96 × 85 × 44 cm est conservé au centre Pompidou Paris, achat 1976.
Des Méta Matics et Méta reliefs ont été exposés du 5 octobre au 17 novembre 2012 à la Galerie Georges-Philippe et Nathalie Vallois.